# QuickBird
QuickBird is een commerciële aardobservatiesatelliet met hoge resolutie, eigendom van DigitalGlobe. De satelliet heeft zwart/wit (panchromatische) camera's aan boord met een resolutie van 61 centimeter en kleurencamera's met resoluties van 2,44 en 2,8 meter. Door de pan-sharped methode worden de kleurenbeelden omgezet naar een resolutie van 61 centimeter.